# Феминизм во Франции
Феминизм во Франции — это история феминистской мысли и движений во Франции. Феминизм во Франции можно условно разделить на три волны: феминизм первой волны — от Великой французской революции до Третьей республики, который в основном занимался вопросами избирательного права и гражданских прав для женщин. Значительный вклад внесли революционные движения Французской революции 1848 года и Парижской коммуны, кульминация которых пришлась на 1944 год, когда женщины получили право голоса.
Феминизм второй волны начался в 1940-х годах как переоценка роли женщин в обществе, примиряющая с ущемленным отношением к женщинам в обществе, несмотря на их якобы равный с мужчинами политический статус. Феминизм второй волны, основанный такими теоретиками, как Симона де Бовуар, стал важным течением в ходе социальных потрясений, предшествовавших и последовавших за майскими событиями 1968 года во Франции. Политические цели включали гарантию увеличения телесной автономии женщин через расширение доступа к абортам и способам контрацепции.
Феминизм третьей волны, начиная с 2000-х годов, продолжает наследие второй волны, добавляя элементы постколониального феминизма, рассматривая права женщин в тандеме с другими текущими дискурсами, особенно с дискурсом расизма.

## Феминизм первой волны

### Французская революция
В ноябре 1789 года, в самом начале Французской революции, в Национальное собрание была направлена петиция от женщин с предложением ввести равенство полов, но обсуждать её не стали. Хотя во время революции возникли различные феминистские движения, большинство политиков следовали теории Руссо, изложенной в его труде «Эмиль, или О воспитании», которая ограничивала женщин ролями матери и супруги. Заметным исключением был философ Кондорсе, который выступал за равные права для обоих полов.
В 1790 году Клодом Дансартом было основано Братское общество обоих полов (La Société Fraternelle des Patriotes de l'un et l'autre sexe). В него входили такие выдающиеся личности, как Этта Пальм д’Алдерс, Жак Эбер, Луиза-Фелисите де Керальо, Полин Леон, Теруань де Мерикур, Манон Ролан, Тереза Тальен и Антуан Мерлен. В следующем году Олимпия де Гуж опубликовала Декларацию прав женщины и гражданки. Это было письмо, адресованное королеве Марии-Антуанетте, в котором содержалась просьба принять меры в защиту прав женщин. Гуж была гильотинирована два года спустя, через несколько дней после казни жирондистов.
В феврале 1793 года Полин Леон и Клер Лакомб создали исключительно женское Общество революционных республиканок (Société des Citoyennes Républicaines Révolutionnaires), которое насчитывало двести участниц. По мнению историка Даниэля Герена, это была своего рода «феминистская секция „Бешеных“», они участвовали в падении жирондистов. Лакомб выступала за выдачу оружия женщинам. Однако в следующем году Общество было объявлено революционным правительством вне закона.

### От Реставрации до Второй республики
Феминистское движение вновь распространилось в социалистических движениях романтического поколения, в частности, среди парижских сторонников Анри Сен-Симона. Женщины свободно принимали новый образ жизни, вызывая возмущение в общественном мнении. Они требовали равенства прав и участвовали в обильной литературной деятельности, например, в феминистском памфлете Клэр Демар Appel au peuple sur l’affranchissement de la femme (1833). С другой стороны, утопическая социалистическая теория страстей Шарля Фурье выступала за «свободную любовь». Его архитектурная модель фаланстерского сообщества явно учитывала женскую эмансипацию.
Реставрация Бурбонов восстановила запрет на развод в 1816 году. Когда Июльская монархия ограничила политические права большинства населения, борьба феминисток вновь соединилась с борьбой республиканцев и социалистов за «Демократическую и социальную республику», что привело к революции 1848 года и провозглашению Второй республики. Революция 1848 года стала поводом для публичного выражения феминистского движения, которое организовалось в различные ассоциации. Политическая деятельность женщин привела к тому, что некоторые из них были запрещены, как и другие «сорок восьмые».

### Прекрасная эпоха
В период расцвета культуры прекрасной эпохи, особенно в конце XIX века, феминизм и представление о женственности претерпели существенные изменения, которые проявились в смелых поступках женщин и отказе от прежних стигм. Наиболее определяющей характеристикой этого периода, проявившейся в этих поступках, является право выбора, которым стали обладать женщины. Такие действия включали в себя участие женщин в нестандартных браках — поскольку развод в это время был восстановлен на законодательном уровне в результате законов Накета — работу, не соответствующую гендерной роли, и глубокое влияние на общественные идеологии относительно женственности посредством писательской деятельности.
Феминистские газеты быстро получили широкое распространение и сыграли свою роль в изменении взглядов на женщин и их права. Поскольку эта эпоха обещала равенство, продолжавшееся после Французской революции, женщины все еще не получили титул равноправных граждан, публиковать мнения, способствующие продвижению прав женщин, было трудным и опасным предприятием. Среди этих газет наиболее известна La Fronde Маргериты Дюран, в которой работали исключительно женщины.

### Коммуна и Союз женщин
Некоторые женщины организовали феминистское движение во время Коммуны в продолжение предыдущих попыток в 1789 и 1848 годах. Натали Лемель, переплетчица-социалистка, и Елизавета Дмитриева, молодая русская эмигрантка и член русской секции Первого Интернационала (IWA), 11 апреля 1871 года создали Союз женщин для защиты Парижа и оказания помощи пострадавшим. Феминистская писательница Андре Лео, подруга Поле Минк, также была активной участницей Союза женщин. Союз требовал равенства полов, равенства заработной платы, права на развод для женщин, а также права на светское и профессиональное образование для девочек. Они также требовали устранения различий между замужними женщинами и наложницами, между законными и непризнанными детьми, отмены проституции путем закрытия maisons de tolérance, или официальных публичных домов.
Союз женщин также участвовал в нескольких муниципальных комиссиях и организовывал кооперативные мастерские. Вместе с Эженом Варленом Натали Ле Мель создала кооперативный ресторан La Marmite, где бесплатно кормили малоимущих, а затем во время Кровавой недели сражалась на баррикадах. С другой стороны, Поле Минк открыла бесплатную школу в церкви Сен-Пьер де Монмартр и оживила клуб Saint-Sulpice на Левом берегу. Анна Корвин-Круковская, которая отказалась выйти замуж за Достоевского и в итоге стала женой активиста бланкистов Виктора Жаклара, основала вместе с Андре Лео газету La Sociale. Она также была членом Комитета бдительности Монмартра вместе с Луизой Мишель и Полем Минком, а также русской секции Первого Интернационала. Викторина Броше, близкая к активистам IWA и основательница кооперативной пекарни в 1867 году, также сражалась во время Коммуны и Кровавой недели.
Такие известные личности, как Луиза Мишель, Красная дева Монмартра, которая вступила в Национальную гвардию и позже была отправлена в Новую Каледонию, символизируют активное участие небольшого числа женщин в повстанческих событиях. Женский батальон Национальной гвардии защищал площадь Бланш во время репрессий.

### Суфражистки
В 1909 году французская аристократка и феминистка Жанна-Элизабет Шмаль основала Французский союз за женское избирательное право, чтобы отстаивать право женщин на голосование во Франции.
Несмотря на некоторые культурные изменения после Первой мировой войны, в результате которых женщины заменили мужчин, ушедших на фронт, эти годы были известны как Années folles (рус. «Бурные двадцатые»), и их буйство ограничивалось очень небольшой группой женской элиты. Картина Виктора Маргерита La Garçonne (1922), изображающая эмансипированную женщину, была расценена как скандальная, из-за чего он был лишен ордена Почетного легиона.
Во время Третьей республики движение суфражисток отстаивало избирательное право для женщин, но не настаивало на доступе женщин к законодательным и исполнительным должностям. Суфражистки, однако, чествовали достижения иностранных женщин во власти, привлекая внимание к принятым под их влиянием законам, касающимся алкоголя (например, Запрет в США), регулирования проституции и защиты прав детей.
Несмотря на эту кампанию и новую роль женщин после Первой мировой войны, Третья республика отказалась предоставить им избирательные права, в основном из-за опасений влияния клерикализма среди них, повторяя консервативное голосование сельских районов за Луи-Наполеона Бонапарта во время Второй республики. После победы Народного фронта в 1936 году, хотя он и отстаивал избирательные права для женщин (предложение, включенное в программу французской секции партии Рабочего интернационала с 1906 года), левый премьер-министр Леон Блюм не стал проводить эту меру из-за опасений Радикально-социалистической партии.
Женщины получили право голоса только после того, как 5 октября 1944 года Временное правительство Французской Республики подтвердило декрет Французского комитета национального освобождения от 21 апреля 1944 года. После выборов в ноябре 1946 года, первых, на которых женщинам было разрешено голосовать, социолог Робер Вердье опроверг любое гендерное различие в голосовании: в мае 1947 года в газете Le Populaire он показал, что женщины голосуют не одинаково, а разделяют себя, как и мужчины, в зависимости от социальных классов.

### Другие права для женщин
Ольга Пети, урожденная Шейна Леа-Балаховски, которую также называли Соня Ольга Балаховски-Пети, стала первой женщиной-адвокатом во Франции 6 декабря 1900 года.
Супружеская власть (фр. puissance maritale) была отменена в 1938 году. Однако юридическая отмена специфической доктрины супружеской власти не обязательно предоставляет замужним женщинам те же юридические права, что и их мужьям (или незамужним женщинам), как это, например, произошло во Франции, где юридическое подчинение жены (в основном, вытекающее из Кодекса Наполеона) было постепенно отменено, и женщины получили полное равенство в браке только в 1980-х годах.

## Феминизм второй волны

### Послевоенный период
Женщинам не разрешалось становиться судьями во Франции до 1946 года.
В период беби-бума феминизм стал незначительным движением, несмотря на предшественников, таких как Симона де Бовуар, которая опубликовала книгу «Второй пол» в 1949 году.
Книга «Второй пол» — это подробный анализ угнетения женщин и основополагающий трактат современного феминизма. В ней излагается феминистский экзистенциализм, который предписывает моральную революцию. Как экзистенциалистка, де Бовуар приняла постулат Жана-Поля Сартра о том, что существование предшествует сущности, поэтому «женщиной не рождаются, а становятся». Ее анализ сосредоточен на социальной конструкции Женщины как Другого, которую де Бовуар считает основополагающей для угнетения женщин. Она утверждает, что женщины исторически считались девиантными и ненормальными, и утверждает, что даже Мэри Уоллстонкрафт считала мужчин идеалом, к которому должны стремиться женщины. Де Бовуар утверждает, что для того, чтобы феминизм двигался вперед, это отношение должно быть отброшено.
Замужние француженки получили право работать без согласия мужа в 1965 году. Закон Нойвирта легализовал контроль рождаемости в 1967 году, но соответствующие исполнительные декреты были заблокированы на пару лет консервативным правительством.

### Май 1968 года и его последствия
Сильное феминистское движение возникло только после мая 1968 года, с созданием «Движения за освобождение женщин», предположительно Антуанеттой Фук, Моник Виттиг и Жозианой Шанель в 1968 году. Само название было дано прессой, со ссылкой на американское движение Women’s Lib. В рамках культурных и социальных изменений, произошедших в период Пятой республики, они выступали за право на автономию от мужа, за право на контрацепцию и аборт.
Отцовская власть мужчины над своей семьей во Франции была прекращена в 1970 году (до этого родительские обязанности принадлежали исключительно отцу, который принимал все юридические решения в отношении детей).
С 1970 года во Франции оспаривались процедуры использования титула «мадемуазель», особенно феминистскими группами, которые хотели его запретить. Циркуляр Франсуа Фийона, тогдашнего премьер-министра, от 21 февраля 2012 года призывал исключить слово «мадемуазель» из всех официальных документов. 26 декабря 2012 года Государственный совет одобрил это исключение.
В 1971 году адвокат-феминистка Жизель Халими основала группу Choisir (с фр. — «Выбирать») для защиты женщин, подписавших «Манифест 343 стерв», написанный Симоной де Бовуар. Это провокационное название стало популярным после того, как Кабю нарисовал в сатирическом журнале рисунок с надписью: «От кого забеременели эти 343 стервы?»; женщины признавались в том, что сделали незаконные аборты, и тем самым подвергали себя судебным искам и тюремным срокам. Манифест был опубликован в Le Nouvel Observateur 5 апреля 1971 года. Манифест послужил вдохновением для манифеста 331 врача от 3 февраля 1973 года, в котором они заявили о своей поддержке прав на аборт:
Мы хотим свободы абортов. Это полностью решение женщины. Мы отвергаем любую организацию, которая заставляет ее защищаться, поддерживает атмосферу вины и позволяет сохраняться подпольным абортам...
В 1972 году Choisir превратился в явно реформистскую организацию, и их кампания оказала большое влияние на принятие закона, разрешающего контрацепцию и аборты, проведённого Симоной Вейль в 1975 году. Закон Вейль в то время горячо оспаривался собственной партией Вейль, консервативным Союзом за французскую демократию.
В 1974 году Франсуаза д’Обонн придумала термин «экофеминизм».
В 1970-х годах французские теоретики феминизма обратились к феминизму с концепцией женского письма. Элен Сиксу утверждает, что письмо и философия фаллоцентричны, и вместе с другими французскими феминистками, такими как Люс Иригарэй, подчёркивает «письмо из тела» как подрывное упражнение. Работа феминистского психоаналитика и философа Юлии Кристевой повлияла на феминистскую теорию в целом и феминистскую литературную критику в частности. С 1980-х годов работы художницы и психоаналитика Брахи Эттингер повлияли на литературную критику, историю искусства и теорию кино.
Новая реформа во Франции в 1985 году отменила положение, согласно которому отец имел исключительное право распоряжаться имуществом детей.
В 1999 году Флоранс Монтрейно основала общественную организацию Chiennes de garde (с фр. — «Сторожевые псы»).

### Французская феминистская теория
В англоязычном мире термин «французский феминизм» относится к направлению теорий и философий женщин и о женщинах, возникших в 1970-х — 1990-х годах. Эти идеи развивались параллельно с политическим феминистским движением во Франции, а иногда и вразрез с ним, но часто их называют «французской феминистской теорией», отличающейся более философским и литературным подходом. Ее труды, как правило, отличаются эффузивностью и метафоричностью, в них меньше внимания уделяется политическим доктринам и, как правило, теориям «тела».
Среди известных представителей — Моник Виттиг, Элен Сиксу, Люс Иригарей, Юлия Кристева и Браха Эттингер.
Этот термин включает писательниц, не являющихся француженками, но работавших в значительной степени во Франции и во французской традиции.

## Феминизм третьей волны
В 2000-х годах некоторые феминистские группы, такие как Ni putes, ni soumises (рус. «Ни шлюхи, ни покорные»), осудили возросшее влияние исламского экстремизма в бедных пригородах с большим количеством иммигрантов, утверждая, что их могут заставить носить хиджаб, бросить школу и рано выйти замуж. С другой стороны, возникла «третья волна» феминистского движения, объединившая вопросы сексизма и расизма, протестуя против исламофобской инструментализации феминизма французскими правыми.
После того, как активистки Ni Putes Ni Soumises были приняты премьер-министром Жан-Пьером Раффареном и их послание было включено в официальное празднование Дня взятия Бастилии 2003 года в Париже, различные левые авторы (Сильви Тиссо, Эльза Дорлин, Этьен Балибар, Урия Бутельджа и др.), а также неправительственные организации, такие как Les Blédardes (возглавляемая Бутельджа), выступили с критикой расистской стигматизации иммигрантского населения, чья культура изображается как изначально сексистская.
Они подчеркивают, что сексизм не является особенностью иммигрантского населения, как будто французская культура сама по себе лишена сексизма, и что акцент на медийных и насильственных действиях (таких как сожжение Сохане Бензиан) замалчивает прекаризацию женщин. В этом свете они рассматривают дебаты французских левых относительно закона 2004 года о светскости и заметных религиозных символах в школах, направленные, в основном, против хиджаба.
Они утверждали, что Ni Putes Ni Soumises затмили работу других феминистских НПО. После выдвижения Николя Саркози — лидера организации Фаделы Амары в правительство, Сильви Тиссо осудила «государственный феминизм» (инструментализацию феминизма государственными органами), а Бутельджа квалифицировала НПО как идеологический государственный аппарат (ИГА).
В январе 2007 года коллектив индигенных феминисток выпустил манифест в честь Мулатки Солитьюд. Мулатка Солитьюд была героиней, которая вместе с Луи Дельгресом боролась против восстановления Наполеоном рабства (отмененного во время Французской революции). В манифесте говорится, что «западный феминизм не обладает монополией на сопротивление мужскому господству» и поддерживает мягкую форму сепаратизма, отказываясь позволять другим (мужчинам или белым) говорить от их имени.

## Трудный доступ к государственным должностям для женщин
Несколько женщин занимали государственные должности в 1930-х годах, хотя они держались в тени. В 1936 году новый премьер-министр Леон Блюм включил трех женщин в правительство Народного фронта: Сесиль Бруншвикг, Сюзанну Лакор и Ирен Жолио-Кюри. Включение женщин в правительство Народного фронта было единодушно одобрено: даже кандидат от ультраправых Ксавье Валла адресовал Блюму свои «поздравления» за эту меру, а консервативная газета Le Temps написала 1 июня 1936 года, что женщины могут быть министрами без предварительного разрешения своих мужей. Сесиль Бруншвикг и Ирен Жолио-Кюри были юридически «несовершеннолетними» женщинами.
Войны (как Первая, так и Вторая мировая) привели к временной эмансипации некоторых отдельных женщин, но послевоенные периоды ознаменовались возвращением к консервативным ролям. Например, Люси Обрак, которая активно участвовала во французском Сопротивлении — роль, подчёркнутая голлистскими мифами — после войны вернулась к частной жизни. Тридцать три женщины были избраны во время Освобождения, но ни одна не вошла в правительство, и эйфория Освобождения быстро сошла на нет.
Во время Четвертой и Пятой республик женщины оставались в тени. В 1949 году Жанна-Поль Сикар стала первой женщиной-начальником штаба, но ее называли «секретарем господина Плевена» (тогдашнего министра обороны). Мари-Франс Гаро, которая вошла в кабинет Жана Фуа в Министерстве сотрудничества и позже стала главным советником президента Жоржа Помпиду, наряду с Пьером Жюйе, получила тот же титул. Левая газета Libération, основанная в 1973 году Жаном-Полем Сартром, изобразила бы Мари-Франс Гаро как еще одну фигуру из числа женщин-врачей. Однако новая роль, отведенная президенту республики в полупрезидентском режиме Пятой республики после референдума 1962 года о выборах президента на основе всеобщего прямого избирательного права, привела к усилению роли «первой леди Франции». Хотя жена Шарля де Голля Ивонна оставалась вне публичной сферы, образ Клод Помпиду все больше и больше интересовал СМИ. Ажиотаж вокруг Сесилии Саркози, бывшей жены бывшего президента Николя Саркози, стал кульминацией этого течения.

### 1945—1974
Из 27 кабинетов министров, сформированных во время Четвертой республики, только в четырёх были женщины, и никогда больше одной одновременно. Член СФИО Андре Вьено, вдова резидента, была выдвинута в июне 1946 года христианским демократом Жоржем Бидо из Народного республиканского движения на пост заместителя министра по делам молодежи и спорта. Однако она пробыла на этом посту всего семь месяцев. Следующая женщина, занимавшая государственную должность, Жермена Пуансо-Шапюи, была министром здравоохранения и образования с 24 ноября 1947 года по 19 июля 1948 года в кабинете Роберта Шумана. Пробыв на этом посту один год, ее имя осталось прикрепленным к декрету о финансировании частного образования. Декрет, опубликованный в Journal officiel 22 мая 1948 года за её подписью, был подготовлен в её отсутствие в Совете министров Франции. Коммунистическая и Радикально-социалистическая партии потребовали отмены декрета, и в итоге кабинет Шумана был перевербован после провала вотума доверия по этому вопросу. Жермена Пуансо-Шапюи не продолжила свою политическую карьеру, к этому ее побудил Папа Пий XII.
Третьей женщиной, занимавшей государственные должности, стала радикал-социалистка Жаклин Томе-Патенотр, назначенная заместителем министра реконструкции и жилья в кабинете Мориса Бурже-Маунури в 1957 году. Затем Нафисса Сид Кара участвовала в работе правительства в качестве заместителя министра по делам Алжира с 1959 года до окончания войны в 1962 году. Мари-Мадлен Дьенеш, которая перешла от христианской демократии к голлизму (в 1966 году), занимала различные должности в качестве заместителя министра с 1968 по 1974 год. Наконец, Сюзанна Плю была заместителем министра национального образования в 1973 и 1974 годах. В целом, с 1946 по 1974 год только семь женщин заняли правительственные должности, и только одна — пост министра. Историки объясняют эту редкость особым контекстом Тридцати славных лет (Trente Glorieuses) и беби-бумом, который привел к укреплению семейственности и патриархата.
Даже левые кабинеты воздерживались от выдвижения женщин: Пьер Мендес-Франс (по совету Колетт Бодри) не включил в свой кабинет ни одной женщины, ни Ги Молле, генеральный секретарь СФИО, ни центрист Антуан Пине. Хотя в 1945 году элитная административная школа École nationale d’administration (которую окончили многие французские политики) стала гендерно-смешанной, в период с 1946 по 1956 год её окончили только 18 женщин (по сравнению с 706 мужчинами).
Из первых одиннадцати кабинетов Пятой республики в четырех не было ни одной женщины. В мае 1968 года кабинет министров состоял исключительно из мужчин. Однако такое низкое представительство женщин было характерно не только для Франции: В правительстве Западной Германии с 1949 по 1961 год не было ни одной женщины ни на одном посту, а в 1974—1975 годах только в 12 странах мира были министры-женщины. В британском правительстве были исключительно мужчины-министры.

### 1974—1981
В 1974 году Валери Жискар д’Эстен был избран президентом и назначил 9 женщин в свое правительство в период с 1974 по 1981 год: Симону Вейль, первую женщину-министра, Франсуазу Жиру, назначенную министром по вопросам женственности, Элен Дорлак, Алису Сонье-Сеите, Анни Лесур и Кристиана Скривенера, Николь Паскье, Моник Пеллетье и Элен Миссофф. В конце 1970-х годов Франция была одной из ведущих стран мира по количеству женщин-министров, уступая лишь Швеции. Однако в Национальной ассамблее они оставались крайне недопредставленными. В 1973 году было всего 14 женщин-депутатов (1,8 %), а в 1978 году — 22 (2,8 %). Жанин Александре-Дербей, 67-летняя сенатор от Республиканской партии, начала голодовку в знак протеста против полного отсутствия женщин в избирательных списках правительственного большинства в Париже.
Эта новая, относительная феминизация власти частично объяснялась опасениями правительства Жискара столкнуться с еще одним Маем 1968 года и влиянием MLF: «Поэтому мы можем объяснить рождение государственного феминизма под давлением конкурсного феминизма», — писала Кристин Бард. Хотя крайне левые оставались равнодушными к феминизации власти, в 1974 году Арлетт Лагуйер стала первой женщиной, выдвинувшей свою кандидатуру на президентских выборах (от троцкистской партии «Рабочая борьба»), и включила феминистские предложения в свою партию. Франсуаза Жиру назвала достижения Жискара, касающиеся включения женщин в правительство, его самым важным подвигом, в то время как другие, такие как Эвелин Сюрро, Бенуа Грольт или министр Моник Пеллетье, осудили избирательное «алиби». Социолог Мариетт Сино подчеркнула, что Жискар включал женщин только в низшие звенья правительственной иерархии (государственные секретари) и держал их в социально-педагогических делах. Семь женщин из восемнадцати (с 1936 по 1981 год) занимали посты, связанные с молодёжью и образованием, а четыре (включая двух министров) — посты, связанные со здравоохранением, что отражает традиционное гендерное разделение. Важные министерства финансов, обороны, иностранных дел и внутренних дел оставались недосягаемыми для женщин. Только шесть женщин из восемнадцати были избраны на основе всеобщего избирательного права. Остальные были назначены премьер-министром. Элен Миссофф была единственным депутатом, назначенным Жискаром.

### С 1980-х годов до наших дней
После избрания социалистического кандидата Франсуа Миттерана в 1981 году Иветт Руди приняла в 1983 году закон против сексизма.
В 1996 году левые и правые женщины-министры подписали Манифест 10 за равное представительство женщин в политике. Против этого выступила феминистский историк и психоаналитик Элизабет Рудинеско, которая считала, что существующего законодательства достаточно.
Социалистка Сеголен Руаяль стала первой женщиной-кандидатом в президенты, которая прошла в первый тур президентских выборов во Франции в 2007 году, противостоя кандидату от консервативной партии Николя Саркози. Саркози победил в напряженной борьбе, но год спустя опросы показали, что избиратели сожалеют о том, что не отправили Руаяль в Елисейский дворец, и что она легко выиграла бы противостояние с Саркози в 2008 году. Она была лидером на выборах лидера, которые состоялись 20 ноября 2008 года, но потерпела поражение во втором туре от соперницы Мартины Обри, тоже женщины.
Джоан Скотт, профессор Института перспективных исследований, заявила: «Существует давняя приверженность представлению о том, что французы иначе относятся к гендерным отношениям — особенно в отличие от ханжеских американцев — и это связано с французским пониманием соблазнения. Соблазнение — это альтернатива тому, чтобы думать о [сексуальном домогательстве] как о сексуальном преследовании». Кристин Бард, профессор Анжерского университета, поддержала эти мысли, сказав, что существует «идеализация соблазнения во Франции, и что антифеминизм стал почти частью национальной идентичности» во Франции.
В 1990 году, после случая, когда мужчина пытал и насиловал свою жену, Кассационный суд разрешил преследование супругов за изнасилование или сексуальное насилие. В 1992 году Кассационный суд признал мужчину виновным в изнасиловании своей жены, заявив, что презумпция согласия супругов на сексуальные действия, происходящие в браке, действует только тогда, когда обратное не доказано. До 1994 года Франция сохраняла в Уголовном кодексе статью 1810 года, которая оправдывала насильника, если он впоследствии женился на своей жертве, а в 1994 году Закон 94-89 признал уголовным преступлением все супружеские изнасилования.
Сексуальные домогательства на рабочем месте стали караться законом во Франции только в 1992 году. По словам адвокатов по трудовым спорам, сфера действия этих законов не сопровождалась активным правоприменением. «Нежелание Франции более активно бороться с сексуальными домогательствами отражает глубоко укоренившиеся представления о сексуальных отношениях и относительной власти между мужчинами и женщинами», — считает Скотт.
Франция объявила уличные сексуальные домогательства вне закона в 2018 году, приняв закон о том, что кошачьи приставания на улицах и в общественном транспорте влекут за собой штрафы до 750 евро, а за более агрессивное и физическое поведение — больше. Закон также объявил, что секс между взрослым и лицом 15 лет или младше может считаться изнасилованием, если младшее лицо признано неспособным дать согласие. Он также даёт несовершеннолетним жертвам изнасилования дополнительное десятилетие для подачи жалоб, продлевая срок до 30 лет с момента достижения ими 18 лет.